# 拉芬斯基·拉斯洛
拉芬斯基·拉斯洛（匈牙利語：Raffinsky László，1905年4月23日—1981年7月31日），生于奥匈帝国米什科尔茨，罗马尼亚男子足球运动员，司职中场。他曾代表罗马尼亚国家队参加1930年和1938年国际足联世界杯。